# Melanis volusia
Melanis volusia is een vlindersoort uit de familie van de prachtvlinders (Riodinidae), onderfamilie Riodininae.
Melanis volusia werd in 1853 beschreven door Hewitson.